# درم (نکا)
درم، روستایی است از توابع بخش هزارجریب شهرستان نکا در استان مازندران ایران.

## جمعیت
این روستا در دهستان استخرپشت قرار دارد و براساس سرشماری مرکز آمار ایران در سال ۱۳۸۵، جمعیت آن ۸۲ نفر (۲۳خانوار) بوده‌است. مردم درم از قومیت طبری هستند. مردم درم به زبان طبری (مازندرانی) سخن میگویند.